# Rivière-du-Loup (condado)
A Regionalidade Municipal do Condado de Rivière-du-Loup está situada na região de Bas-Saint-Laurent na província canadense de Quebec. Com uma área de mais de mil quilómetros quadrados, tem, segundo o censo de 2008, uma população de cerca de trinta e três mil pessoas sendo comandada pela cidade de Rivière-du-Loup. Ela é composta por 13 municipalidades: 1 cidade, 7 municípios e 5 freguesias.

## Municipalidades

### Cidade
- Rivière-du-Loup

### Municípios
- Cacouna
- L'Isle-Verte
- Notre-Dame-du-Portage
- Saint-Cyprien
- Saint-Épiphane
- Saint-François-Xavier-de-Viger
- Saint-Hubert-de-Rivière-du-Loup

### Freguesias
- Notre-Dame-des-Sept-Douleurs
- Saint-Antonin
- Saint-Arsène
- Saint-Modeste
- Saint-Paul-de-la-Croix

## Região Autônoma
A reserva indígena de Whitworth não é membros do MRC, mas seu território está encravado nele.